# BBC Жизнь с холодной кровью
«Жизнь с холодной кровью» (англ. Life in Cold Blood) — документальный сериал Би-би-си о природе, автором сценария и закадровым голосом выступает Дэвид Аттенборо. Фильм впервые был показан в Великобритании 4 февраля 2008 года на телеканале BBC One.
Изучающий эволюцию и повадки амфибий и рептилий, это шестой и последний из специализированных выпусков Аттенборо после его главной трилогии, которая началась с «Жизни на Земле», и девятая часть «The Life Collection».
Телесериал состоит из пяти 50-минутных эпизодов, за которыми следует «Под кожей» — 10-минутный раздел, в котором Аттенборо берёт интервью у учёных, чья работа привела к киноряду, включённому в основную программу. В нём также рассматриваются проблемы, с которыми сталкивается команда, и раскрываются некоторые приемы, использованные для съёмок сериала.
Сериал является совместным производством BBC и Animal Planet. Исполнительный продюсер — Сара Форд, серийный продюсер — Майлз Бартон. Эпизод «Под кожей» был создан Джеймсом Бриккелем в сотрудничестве с Открытым университетом. Партитура для основных серий была написана Дэвидом Пооре и Беном Салисбери, а музыка для «Под кожей» была написана и исполнена Тони Бриско.
Сериал выиграл телевизионную премию BAFTA 2009 в номинации «Специалист по фактам». В серии фильмов «Жизнь» Дэвида Аттенборо ему предшествует «Жизнь в микромире» (2005).

## Процесс съёмок
Съёмки начались в начале 2006 года, и, как и в предыдущих сериях Аттенборо, съёмочная группа объехала весь мир, чтобы снять нужные кадры. В мае 2006 года Аттенборо отпраздновал своё 80-летие на Галапагосских островах во время съёмок гигантских черепах, одна из которых, названная Одинокий Джордж, считалась того же возраста. Одинокий Джордж умер 24 июня 2012 года; он прожил более 100 лет.
Несколько инновационных методов были использованы для сбора материала. Тепловизорные камеры использовались для демонстрации перемены температуры тела существа, зондовые камеры предоставляли доступ к подземным местам обитания, и одна из них размером со спичечный коробок была прикреплена к раковине черепахи.
Опытные учёные помогли продюсерам снять фильм о поведении животных, которое редко можно увидеть. Команда «застилала» радиомаркированных полосатых гремучников, чтобы стать свидетелем того, как один из них умертвляет свою добычу. Однако, для близкой встречи Аттенборо с шипящей коброй ручная змея была помещена в естественную среду обитания, а ведущий носил козырёк для защиты лица. Другими примерами использования «домашних животных» были кадры с изображением лассоидного языка хамелеона (который снимался с использованием скоростной съёмки) и пищеварительной системы питона (которая была написана компьютерной графикой).
«Жизнь с холодной кровью» — финальная главная программа Аттенборо — представляет собой последнее исследование в проекте «Жизнь», которая включает 79 фильмов. В интервью 2008 года он заявил:
«История эволюции окончена. Работа завершена. Если бы вы спросили меня 20 лет назад, будем ли мы пытаться выполнить такую гигантскую задачу, я бы ответил: „Не смешите“. Эти программы рассказывают определённую историю, и я уверен, что придут другие и расскажут её намного лучше, чем я, но я надеюсь, что если их будут смотреть через 50 лет, им всё равно будет что сказать о мире, в котором мы живём.» 
Тем не менее, хотя Аттенборо был 81 год во время трансляции сериала, он продолжал помогать BBC Natural History Unit, озвучивая такие проекты, как «Величайшие явления природы», «Жизнь» и «Замороженная планета».
Аттенборо подтвердил в предпоследнем издании «Паркинсон», выпущенном 16 декабря 2007 года, что он не намерен уходить на пенсию и всё равно будет снимать отдельные документальные фильмы, но не сериалы.

## Эпизоды
«Рептилии и амфибии иногда считаются примитивными, скучными и недалёкими. На самом деле, конечно, они могут быть смертельно быстрыми, поразительно красивыми, удивительно ласковыми и невероятно изощрёнными.»— Вступительная речь Дэвида Аттенборо
| № | Название                | Дата премьеры   |
| --- | ----------------------- | --------------- |
| 1 | «Холоднокровная истина» | 4 февраля 2008  |
| Первый эпизод рассматривает секреты успеха рептилий и амфибий, такие как терморегуляция, родительская забота и временные рамки, в которых существуют рептилии. Аттенборо начинает на Галапагосских островах, используя термогрвафию, чтобы продемонстрировать, как морские игуаны увеличивают температуру своего тела, греясь на солнце перед кормлением. Между тем ящерные обитатели острова Менорка имеют отношения с местными растениями вида Helicodiceros. Аттенборо посещает Дассенэйланд, чтобы увидеть одно из самых больших мест скопления черепах в мире — около 5000 особей. Немногие рептилии активны ночью, но крокодилы могут полагаться на воду, которая сохраняет большую часть своей дневной температуры. И наоборот, влажная кожа амфибий будет повреждена солнцем, поэтому большинство из них ведут ночной образ жизни. Исключением является чакская филломедуза, которая может бороться с солнечным светом, покрывая своё тело восковым секретом. Шумящая гадюка иллюстрирует относительную неактивность рептилий по сравнению с млекопитающими: один большой приём пищи может длиться до года. Когда она вылупляется в начале зимы, молодая расписная черепаха остаётся под землёй, почти замёрзшая до весны, когда она может вылезти. Аттенборо задаётся вопросом, позволяли ли огромные размеры динозавров сохранять кровь тёплой. Кожистая черепаха способна сохранять тепло тела благодаря своим большим размерам и изолирующему жиру. «Под кожей» рассматривает охоту на хамелеонов, снятых на Мадагаскаре. |                         |                 |
| 2 | «Вторгшиеся на сушу»    | 11 февраля 2008 |
| Вторая серия исследует мир амфибий, из которых насчитывается около 6000 известных видов. Аттенборо посещает Австралию, чтобы проиллюстрировать, как они стали первыми позвоночными существами, колонизировавшими землю: двоякодышащие, способные дышать воздухом, чьи предки стали первыми земноводными. Самый крупный из них — японская исполинская саламандра, и двое особей показаны в битве за территорию. В Северной Америке мраморная амбистома проводит большую часть своей жизни на суше, но всё ещё способна удерживать необходимую влагу в коже через влажный мёртвый покров. Настоящие червяги сняты вместе со своим молодняком, чей быстрый рост, как выясняется, является результатом употребления в пищу кожи их матери, которая выращивается для них каждые три дня. Самыми успешными земноводными являются лягушки и жабы. Их песни наиболее активны в период размножения: самок впечатляют как громкостью, так и частотой. Однако жесты иногда необходимы, и ядовитая ателоп Цетека использует заметную форму семафора. Большинство других лягушек полагаются на камуфляж, и красноглазая квакша является тому примером. Роющая лягушка защищает своих головастиков, выкапывая для них канал. Тем временем, самец сумчатой жабы сохраняет своих потомков во влаге, неся их в собственных кожных мешочках. «Под кожей» использует запись с последней популяцией ателопов Цетека, которым грозит грибковое заболевание.                                                                                                |                         |                 |
| 3 | «Драконы с суши»        | 18 февраля 2008 |
| В третьей части рассказывается об огромном разнообразии, социальных навыках и проявлениях ящериц. В то время как они очень искусны в перевоплощениях, иногда необходимо сбросить покров, чтобы отразить соперников. Аттенборо подносит зеркало к анолису и заставляет его оттопырить свой цветной горловой клапан в качестве предупреждающего знака. Мадагаскар является домом для более чем 60 видов хамелеонов, но один из крупнейших, хамелеон Меллера, родным из Малави, и два конкурирующих самца показаны в поединке. Самка пёстрого горного хамиелеона демонстрирует свою способность менять цвет при общении с потенциальным партнёром, а мускулистый язык хамелеона изображён в виде лассо при захвате добычи. В южной Австралии Аттенборо использует удочку с наживкой, чтобы привлечь внимание редкой аделаидской исполинской ящерицы, которые, как полагают, вымерли более тридцати лет назад, пока его не открыли в 1992 году. Короткохвостый сцинк является одним из самых видов преданных ящериц, и пара может воссоединиться в следующем году на срок до двух десятилетий. Рядом с Оранжевой рекой в Южной Африке большие группы платизавров питаются стаями мошек, но самцы также используют эту возможность, чтобы побороться за власть. Мексиканский ядозуб — один из немногих ядовитых видов, но самцы не пользуются ядом, когда борются друг с другом. Наконец, Аттенборо сталкивается лицом к лицу с гигантским вараном, австралийским вараном.                                                                 |                         |                 |
| 4 | «Удивительные змеи»     | 25 февраля 2008 |
| Четвёртый эпизод фокусируется на самых современных рептилиях, змеях, исследуя, как им удалось выжить и развиться, несмотря на их вытянутую форму тела. Аттенборо объясняет, как они эволюционировали от подземных землероек к наземным охотникам, теряя при этом свои конечности. С помощью инфракрасных камер получены кадры полосатого гремучника, подстерегающего мышь, прежде чем убить её и есть. Постоянно вибрирующий язык змеи используется для сбора и оценки молекул окружающей среды, и Аттенборо посещает остров Карнак, чтобы засвидетельствовать популяцию слепых тигровых змей, которые питаются птенцами гнездящихся чаек. Он также сталкивается с мозамбикской коброй, которая быстро распыляет яд на защитный щиток лица докладчика. Выделены сходства окраски между безвредной королевской змеёй и потенциально смертельной коралловой змеёй. Примером змеи, которая может бороться с необычной добычей, является королевский уж, который почти исключительно охотится на новоявленных рачков. Пара конкурирующих самцов королевской кобры снята сражающимися, а личинки кобры вылупляются: их яд сразу же смертелен, как и яд их родителей. В Аргентине парагвайская анаконда уклоняется от соседствующих кайманов, чтобы отложить яйца. Наконец, морская змея с черепахой питается не рыбой, а яйцами, отложенными на коралловом рифе. «Под кожей» демонстрирует кадры с полосатым гремучником, снятые в ненастную погоду.                                                                                       |                         |                 |
| 5 | «Бронированные гиганты» | 3 марта 2008    |
| Финальная программа повествует о самых древних рептилиях: крокодилах и черепахах. На Галапагосских островах, в окружении гигантских черепах, Аттенборо объясняет, как эти существа научились совершенствовать свои панцири для защиты от хищников. Это демонстрирует каролинская коробчатая черепаха, панцирь которой образует шарнирный «разводной мост». Водная двухкоготная черепаха необычна тем, что её яйца должны быть погружены перед вылуплением, тогда как яйца других видов тонут; Аттенборо иллюстрирует это, бросая яйцо в банку с водой: оно сразу вылупляется. В открытом океане самцы морской черепахи пытается разлучить соперника с его самкой, нападая и подавляя пару, мешая им взлететь в воздух. В северной Австралии Аттенборо наблюдает большое скопление гребнистых крокодилов на затопленной прибрежной дороге: они планируют засаду мигрирующей чёрной кефали. Особенности общения и язык тела миссисипского аллигатора исследуются, и в Аргентине призыв молодых кайманов помогает их матери найти и собрать их в «яслях». Материнский инстинкт включает в себя также освобождение невылупленных детёнышей путём мягкого раскусывания яиц в челюстях. В Венесуэле самка крокодилового каймана, отвечающая за все «ясли», ведёт малышей от пересыхающего русла реки в поход к постоянной воде. «Под кожей» демонстрирует съёмку на Галапагосских островах и встречу Аттенборо с Одиноким Джорджем. |                         |                 |

«Рептилии и амфибии иногда рассматриваются как простые, примитивные существа. Это далеко не правда. Тот факт, что они питаются от солнечной энергии, означает, что их телам требуется только 10% от энергии, необходимой млекопитающим аналогичного размера. Учитывая, как мы сами становимся всё более обеспокоены тем, как получаем энергию из окружающей среды, и ту расточительность, с которой её используем, возможно, есть вещи, которым мы можем научиться у «Жизни с холодной кровью».»— Заключительная речь Дэвида Аттенборо

## DVD и книги
Двухдисковый DVD набор сериала (BBCDVD2553) был выпущен 25 февраля 2008 года. Сопроводительная 288-страничная книга «Жизнь с холодной кровью» Дэвида Аттенборо (ISBN 0-563-53922-4) была опубликована BBC Books 7 декабря 2007 года в преддверии телевизионного показа. DVD для региона 1 был выпущен 5 августа 2008 года (S.R.P. $ 34,98) Warner Home Video.